# WebRTC
WebRTC (anglicky Web Real-Time Communication) je definice API poskytujícího podporu pro telefonní hovory, video chat a peer-to-peer sdílení souborů aplikacím, které lze spustit ve webovém prohlížeči bez použití zásuvných modulů. Pracovní verzi API vytvořilo World Wide Web Consortium (W3C).

## Historie
V květnu 2011 zveřejnila firma Google projekt s otevřenými zdrojovými kódy pro komunikaci v reálném čase pomocí webového prohlížeče známou jako WebRTC. Projekt vyvolal aktivitu směřující ke standardizaci relevantních protokolů v organizaci IETF a API pro prohlížeč v organizaci W3C.
Pracovní verze dokumentu WebRTC konsorcia W3C popisuje prováděnou implementací v prohlížečích Chrome a Firefox. API je založeno na předběžné práci provedené v pracovní skupině WHATWG označovaná jako ConnectionPeer API a konceptu implementace předcházejím standardy vytvořeném v Ericsson Labs. Pracovní skupina WHATWG očekává (kdy??) další významný vývoj tohoto standardu založený na:
- výsledcích prací probíhajících v rámci skupiny RTCWEB v IETF[8] na definici sady komunikačních protokolů, které spolu s tímto dokumentem budou definovat komunikaci v reálném čase poskytovanou webovými prohlížeči
- otázkách soukromí, které vyvstávají při zpřístupňování lokálních funkcionalit a datových proudů
- technické diskusi uvnitř skupiny, především o implementaci datových kanálů[9]
- zkušenostech získaných prvními experimenty
- zpětné vazbě od jiných skupin a jednotlivců

## Struktura
Hlavními komponenty WebRTC jsou:
- getUserMedia umožňuje WWW prohlížeči používat kameru a mikrofon a zachycovat mediální proudy[10]
- RTCPeerConnection navazuje audio a video spojení[11]
- RTCDataChannels umožňuje prohlížeči sdílet data metodou peer-to-peer[12]

WebRTC API obsahuje také statistické funkce:
- getStats umožňuje WWW aplikacím získávat sadu statistik o WebRTC relacích; tato statistická data jsou popsána ve zvláštním W3C dokumentu[13]

Pracovní verze dokumentu IETF "WebRTC kodek a požadavky na zpracování médií" (anglicky WebRTC Codec and Media Processing Requirements) vydaná v březnu 2012 vyžaduje, aby implementace poskytovaly PCMA/PCMU (RFC 3551), telefonní události jako tóny tónové volby (RFC 4733) a kompresní formát Opus (RFC 6716), spolu s minimální funkcionalitou video kodeků. Dokument W3C detailně popisuje API webového prohlížeče pro Peerconnection, datové kanály a zachycování mediálních proudů.

## Podpora
WebRTC podporují následující prohlížeče:
- Tradiční osobní počítače
  - Google Chrome 23
  - Mozilla Firefox 22[15]
  - Opera 18[16]
  - Microsoft Edge (Chromium based)
- Android
  - Google Chrome 28 (implicitně povoleno od verze 29)
  - Mozilla Firefox 24[17]
  - Opera Mobile 12
- Google Chrome OS
- Firefox OS

V srpnu 2014 prohlížeče Internet Explorer a Safari neobsahovaly nativní podporu WebRTC. Podpora WebRTC pro tyto prohlížeče je v podobě zásuvných modulů.